# Piave Cabernet Sauvignon Riserva
Il Piave Cabernet Sauvignon riserva era una menzione del vino DOC Vini del Piave abolita nel 2011, la cui produzione era consentita nelle province di Treviso e Venezia.

## Caratteristiche organolettiche
- colore: rosso rubino, quasi granato se invecchiato.
- odore: vinoso, intenso, caratteristico, gradevole.
- sapore: asciutto, sapido, di corpo, lievemente erbaceo, giustamente tannico, armonico e caratteristico.